# Гидрологический пост

Гидрологический пост «Аликазган» на реке Терек

Гидрологический пост — совокупность различного оборудования и приборов для гидрологических измерений и наблюдений на реках, озёрах, морях, каналах, а также место, где расположены эти устройства.
В узком смысле гидрологический пост — учреждение, проводящее гидрологические наблюдения. Основным официальным гидрологическим постам мира присвоены гидрологические коды. В России большинство гидрологических постов находятся в ведении Росгидромета и являются нижним звеном гидрометеорологической сети в цепочке «гидрологический пост — гидрологическая станция — гидрологическая обсерватория». Но существуют также и ведомственные посты при гидроузлах, гидроэлектростанциях и пр.
В некоторых случаях гидрологический пост имеет статус населённого пункта.

## Типы и разряды постов
В зависимости от наблюдаемого объекта и установленного объёма наблюдений, гидрологические посты имеют определённый тип и разряд:
- гидрологические посты на реках и каналах — ГП. Делятся на ГП: 1-го (ведущие полный объём наблюдений) и 2,3-го разряда (уровенные посты и работающие по сокращенной программе)
- озерные гидрологические посты на озёрах и водохранилищах — ОГП
- морские гидрологические посты на морях — МГП

## Виды наблюдений
На гидрологическом посту проводятся следующие виды наблюдений:
уровень воды на водном объекте (все типы)
уклон водной поверхности (ГП-1)
расход воды в реке или канале (ГП-1)
температура воды (все типы)
мутность воды (ГП, ОГП)
расход взвешенных и донных наносов (ГП-1)
волнение (МГП, ОГП)
рейдовые наблюдения на акваториях (ОГП, МГП)
соленость воды (МГП)
мониторинг загрязнения вод (все типы)
Кроме того, часть постов осуществляет так же и метеонаблюдения: температура воздуха, осадки, снегосъемка и пр.

## Конструкция
Гидрологический пост снабжается геодезическим репером с известной абсолютной высотой. Привязка всех постовых устройств ведётся по отношению к этому реперу.
Все устройства можно объединить в две совокупности: это водомерный пост (уровнемерные устройства) и гидроствор (расходомерные устройства, присутствуют только на ГП-1).
Водомерные посты делятся, на:
- реечные водомерные посты — используют вертикальную рейку с делениями, обычно прикреплённую к гидротехническому сооружению (мосту или плотине);
- свайные водомерные — посты используют ряд свай разной высоты, вбитых в дно;
- современные дистанционные посты используют автоматизированные уровнемеры, передающие отсчёты на расстояние. Показания этих станций зачастую доступны через Интернет;
- передаточные водомерные посты — используют размеченную веревку или измерительную рулетку с подвешенным грузом

Кроме того посты оснащаются самописцами уровня воды, мареографами и уклонными рейками.
Гидростворы оснащаются устройствами с которых и с помощью которых производится замер расхода воды. Гидростворами оборудованы только речные гидрологические посты 1-го разряда. Гидростворы бывают:
- мостовые — оснащенные гидрометрическими мостиками
- люлечные — одно и двухтросовые люлечные переправы
- лодочные
- оснащённые гидрометрическими установками — автоматическими (в СССР и России установка ГР-64) и полуавтоматическими (ГР-70)
- водосливы

## История

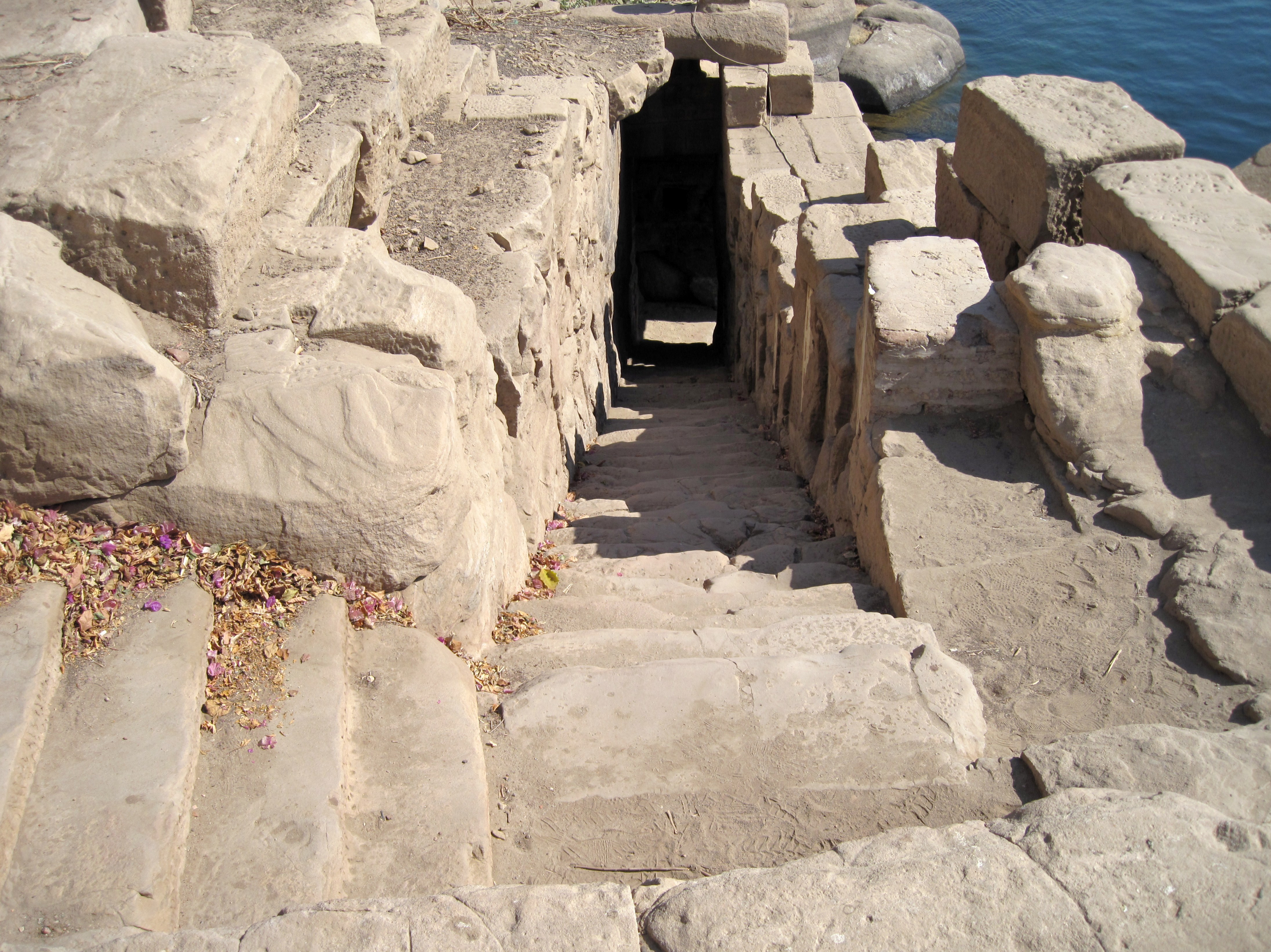
Ниломер на острове Элефантина, Асуан, один из самых древних, последний раз был реконструирован римлянами и использовался до конца XIX века.

Состояние уровня воды в окружающих водоемах всегда было очень важно для людей, особенно для занятия орошаемым земледелием, поэтому измерениями уровня воды люди стали заниматься с глубокой древности. Например, на Ниле до сих пор сохранились многие ещё древнеегипетские ниломеры, которых было около 20. С помощью этих древнейших гидрологических постов измерялся уровень воды в Ниле, предсказывались его разливы и их величина. Некоторые из них представляют собой довольно сложные сооружения. В Средние Века некоторые древние ниломеры были восстановлены, построены новые. Показатели уровня воды постоянно регистрировались, и, например, по Родскому ниломеру сохранились данные наблюдений с 621 года нашей эры. Считается, что это самый длинный в мире ряд систематических измерений.

## Галерея

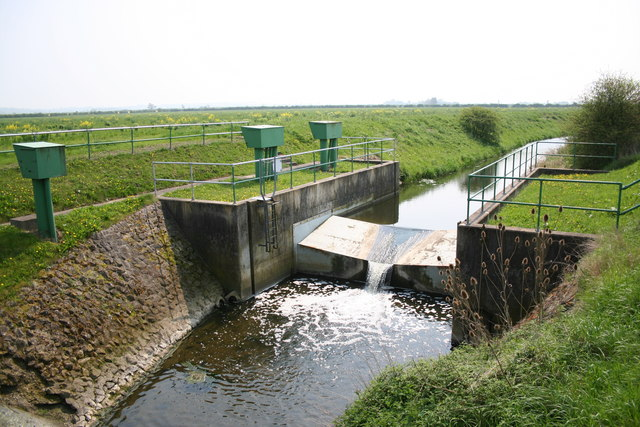
Водомерный пост Брант Браутон в Линкольншире оснащен самописцами и водосливом.
Оборудование гидрологического поста Аликазган на реке Терек. На переднем плане метеоплощадка и двухтросовая люлечная переправа, на заднем плане будка передаточного уровенного поста.
Гидрометеорологический пост Гергебиль на реке Каракойсу. Оборудован гидрометрической установкой ГР-70 и самописцем уровня воды.